# Thomas C. Oden
Thomas Clark Oden (Altus, 21 de octubre de 1931-Warr Acres, Oklahoma, 8 de diciembre de 2016) fue un teólogo metodista norteamericano. Es considerado el fundador de la paleo-ortodoxia y uno de los más importantes teólogos del séc. XX y del principio del séc. XXI. Fue profesor de Teología y Ética en la Drew University, en Nueva Jérsia, de 1980 a 2004, cuando se retiró.
Oden nació en Altus en Oklahoma, hijo de un abogado y de una profesora de música. Cuando tenía diez años, su familia se cambió para Oklahoma City. En su juventud, pensó en seguir dos vocaciones, abogado o pastor metodista. Tras la II Guerra Mundial, regresó la Altus y a la escuela secundaria local. Estudió después en la Universidad de Oklahoma, donde obtuvo el Bacharelato en Artes, en 1953, en la Universidad Metodista Meridional, donde obtuvo el bacharelato religioso, en 1956, y el máster en artes, en 1958, y en la Universidad Yale, donde finalizó el doutoramento en 1960.
Originalmente un liberal en política y en teología, se volvió para la patrística en el inicio de la década de 1970, y descubrió lo que describió como "ecumenismo de la ortodoxia": la interpretación del Nuevo Testamento y de la doctrina apostólica como es universalmente endoso.
Oden se hizo un defensor de la paleo-ortodoxia, una interpretación teológica que asienta muchas veces en las fuentes patrísticas. Publicó una serie de libros que dijo sean instrumentos para promover el "Cristianismo clásico".
Oden estuvo activo en el Movimiento Confessional, sobre todo en la Iglesia Metodista Unida, su denominación, y sirvió en el cuadro del Instituto sobre Religión y Democracia.

## Obras
La siguiente lista es exclusiva sólo a sus libros.
- The Crisis of the World and the Word of God, 1962
- Radical Obedience: The Ethics of Rudolf Bultmann, 1964
- The Community of Celebration, 1964
- Kerygma and Counseling, 1966
- Contemporary Theology and Psychotherapy, 1967
- The Structure of Awareness, 1969, 1978
- The Promise of Barth, 1969
- Beyond Revolution, 1970
- The Intensive Group Experience, 1972
- After Therapy What?, 1974
- Free Game: the Meaning of Intimacy, 1974
- Should Treatment Be Terminated?, 1976
- TAG: The Transanctional Game, 1976
- Parables of Kierkegaard, 1978
- Agenda sea Theology, 1979, reeditado como After Modernity...What?, 1992
- Guilt Free, 1980
- Pastoral Theology: Essentials of Ministry, 1983
- Care of Souls in the Classic Tradition, 1984
- Conscience and Dividends, 1985
- Crisis Ministries, Vol 1, 1986, reeditado como Vol 4, 1994
- Becoming la Minister, Vol 1, 1986, 1994
- The Living God, Systematic Theology, Vol 1, 1987, 1992
- Doctrinal Standards in the Wesleyan Tradition, 1988, reedição, 2008
- Phoebe Palmer: Selected Writings, 1988
- Ministry Through Word and Sacrament, Vol 4, 1988, reedição 1994
- The Word of Life Systematic Theology, Vol 2, 1989, 1992, 1998
- First and Second Timothy and Titus: Interpretation, 1989, 2012
- Pastoral Counsel, Vol 3 Classical Pastoral Care Series, 1989, 1994
- Life in the Spirit, Systematic Theology, Vol 3, 1992, 1994,1998
- Two Worlds: Notes on the Death of Modernity in America and Russia, 1992
- The Transforming Power of Grace, 1993
- John Wesley's Scriptural Christianity: The Plain Exposition of His Teaching on Christian Doctrine, 1994
- Corrective Love: The Power of Communion Discipline, 1995
- Requiem: The Lament in Three Movements, 1995
- The Justification Reader, 2002
- The Rebirth of Orthodoxy: Signs of New Life in Christianity, 2003
- One Faith: The Evangelical Consensus (escrito con J. I. Packer), 2004
- The Humor of Kierkegaard: An Anthology, 2004
- Turning Around the Mainline: How Renewal Movements Are Changing the Church, 2006
- How Africa Shaped the Christian Mind, 2007, pb 2010
- Good Works Reader, Classic Christian Reader Series, 2007
- Classic Christianity: Systematic Theology, 2009
- In Search of Solitude: Living the Classic Christian Hours of Prayer, 2010
- The African Memory of Mark: Reassessing Early Church Tradition, 2011
- Early Libyan Christianity, 2011
- John Wesley's Teachings

Vol 1: God and Providence, 2012
Vol 2: Christ and Salvation, 2012
Vol 3: Pastoral Theology, 2013
Vol 4: Ethics and Society, 2014
- A Change of Heart: A Personal and Theological Memoir, 2014
- Classical Pastoral Care serie, 1994

Vol 1: Becoming a Minister
Vol 2: Ministry through Word and Sacrament
Vol 3: Pastoral Counsel
Vol 4: Crisis Ministries